# هبه طوجی
هبه طوجی (عربی: هبة ميشال طوجي؛ زادهٔ ۱۰ دسامبر ۱۹۸۷) خوانندگی، هنرپیشه، کارگردان اهل لبنان است. وی از سال ۲۰۰۷ میلادی تاکنون مشغول فعالیت بوده‌است.